# Marie-Laure Descoureaux
Marie-Laure Descoureaux née le 14 octobre 1971 à Boulogne-Billancourt est une actrice française.

## Théâtre
- On choisit pas sa famille ! de Jean-Christophe Barc, mise scène de Jean-Christophe Barc et Christian Bujeau
- La Dame de chez Maxim de Georges Feydeau, mise scène de Steve Ricard
- Le Vison voyageur de Ray Cooney et John Chapman, mise en scène d'Éric Hénon
- L'Imposteur de Jean-Christophe Barc, mise en scène de Thierry Liagre
- Oblomov d'Ivan Gontcharov, mise en scène de Pierre-Loup Rajot
- Doit-on le dire ? d'Eugène Labiche, mise en scène de Benoît Lavigne
- Les Mille-Pattes de Jean-Christophe Barc, mise en scène de Benoît Lavigne
- Cinq minutes, pas plus ! de Jean-Christophe Barc et Dominique Bastien, mise en scène de Jean-Christophe Barc
- Les Femmes savantes de Molière, mise en scène de Richard Taxy
- Sganarelle ou le Cocu imaginaire de Molière, mise en scène de Vincent Tavernier
- Viens, on va faire la cocotte, écrit et mis en scène par Annick Guillemin
- La Nuit de Valognes d'Éric-Emmanuel Schmitt, mise en scène de Marie Roosen

## Filmographie

### Cinéma
- 1997 : Les Palmes de monsieur Schutz : Georgette
- 1999 : 1999 Madeleine
- 1999 : Du bleu jusqu'en Amérique : l'aide-soignante de nuit
- 2001 : Le Fabuleux Destin d'Amélie Poulain : la concierge du mort
- 2003 : Toute ma vie j'ai rêvé... : Martine
- 2003 : Hymne à la gazelle : Babette
- 2006 : Le voile des illusions : Sœur St. Joseph
- 2008 : Un roman policier : Émilie Carange
- 2009 : Seconde vie : la femme avec un chien
- 2009 : King Guillaume : Colette
- 2011 : Intouchables : Chantal
- 2013 : Les Profs : Dolorès, la professeur d'espagnol

### Télévision
- 1997 : Julie Lescaut, épisode 4 saison 6, Cellules mortelles de Charlotte Brandström : codétenue
- 1998 : Tous ensemble
- 1999 : N'oublie pas que tu m'aimes : l'infirmière
- 2000 : Anibal : Solange
- 2000 : La Dette : Mme Valadon
- 2001 : Rastignac ou les Ambitieux : la concierge (1 épisode)
- 2003 : Un gars, une fille : une célibataire (1 épisode), une femme de ménage qui passe le casting de Jean et Alex (1 épisode)
- 2004 : La Cliente
- 2006 : S.O.S. 18 : Mme Djamel (1 épisode)
- 2006-2007 : Samantha oups ! : Anabelle de la Ratelière (100 épisodes)
- 2008 : Les fées cloches : Fée Nadine
- 2008 : Voici venir l'orage... (1 épisode)
- 2009 : Femmes de loi : une femme de chambre (1 épisode)
- 2011 : Julie Lescaut : gardienne de prison
- 2011 : Insoupçonnable : Mme Merlin
- 2011 : L'Ombre d'un flic : la femme IGS